# Caladenia nana
Caladenia nana là một loài thực vật có hoa trong họ Lan. Loài này được Endl. mô tả khoa học đầu tiên năm 1846.